# See-Saw (chanson)
Pour les articles homonymes, voir See-Saw.
Pistes de A Saucerful of Secrets
A Saucerful of Secrets Jugband Blues
See-Saw est la sixième chanson du deuxième album de Pink Floyd, A Saucerful of Secrets. Elle est entièrement composée par Rick Wright ; c'est sa deuxième composition au sein du groupe à se retrouver sur un de leurs albums (la chanson Paint Box, Face B du single Apples and Oranges était aussi une de ses compositions).

## Musiciens
- Richard Wright - piano, orgue Farfisa, Mellotron, xylophone, chant
- David Gilmour - guitare acoustique et électrique, pédale wah wah, chœurs
- Roger Waters - basse
- Nick Mason - batterie, percussions

## Liens
- Site officiel de Pink Floyd
- Site officiel de Roger Waters
- Site officiel de David Gilmour